# 角菊头蝠
角菊头蝠（学名：Rhinolophus cornutus）为菊头蝠科菊头蝠属的动物。在中国大陆，分布于西藏、海南、广东、云南、四川等地。该物种的模式产地在日本。

## 亚种
- Rhinolophus cornutus subsp. cornutus Temminck, 1834
- Rhinolophus cornutus subsp. orii Kuroda, 1924

- 角菊头蝠华南亚种（学名：Rhinolophus cornutus pumilus），Hodgson于1835年命名。在中国大陆，分布于江西、西藏、陕西、贵州、安徽、云南、河北、海南、四川、江苏、广东、广西、福建、浙江等地，常见于热带和亚热带岩洞以及岩隙及家舍。该物种的模式产地在冲绳群岛。[3]